# Лутище (Могилёвская область)
Лу́тище (бел. Луцішча) — деревня в составе Осиновского сельсовета Чаусского района Могилёвской области Республики Беларусь.

## Население
- 2010 год — 3 человека